# Pebble (スマートウォッチ)

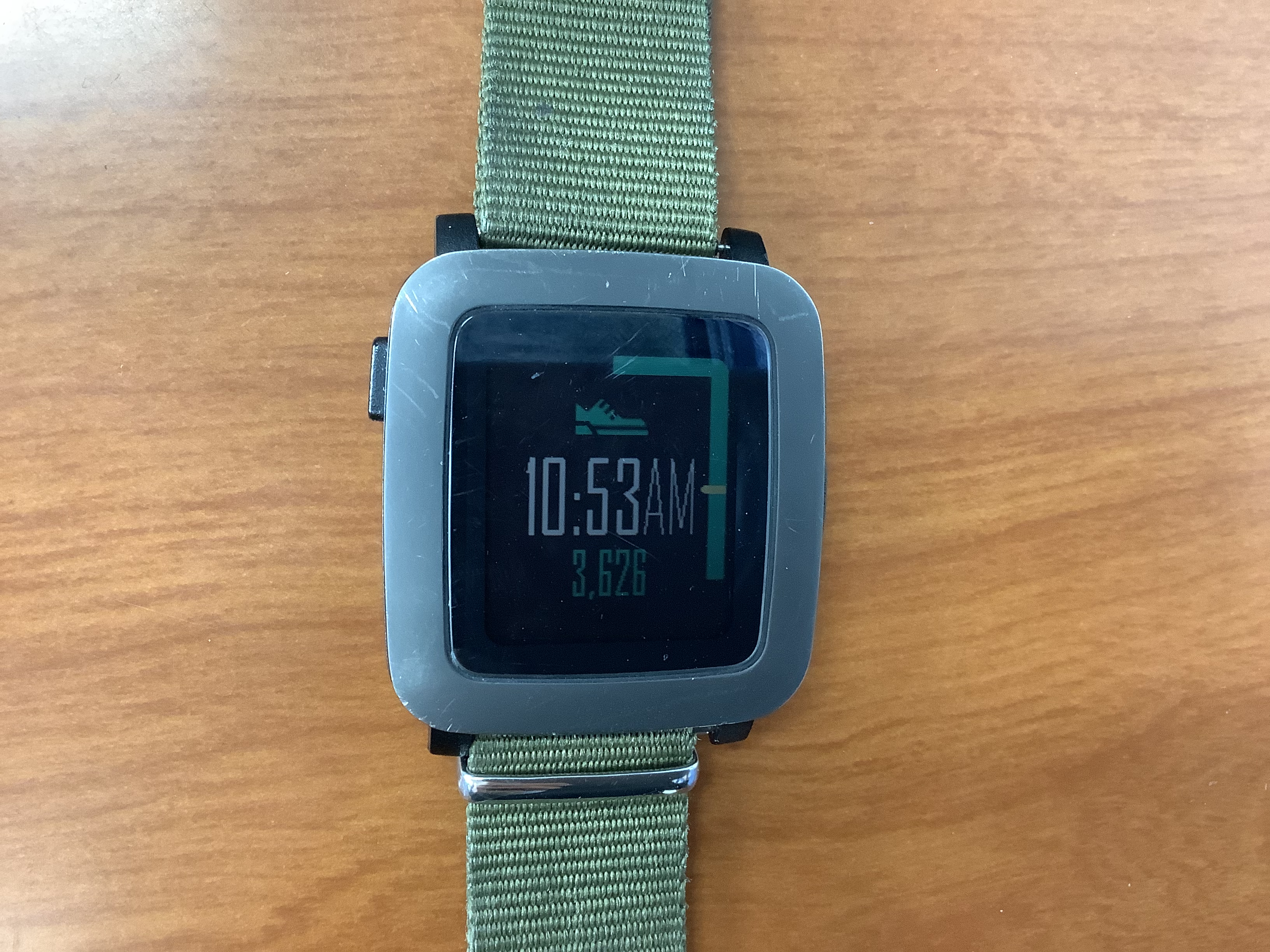
社外製バンドを装着したPebble time。純正のKickstarterウォッチフェイスを設定している。

Pebble（ぺブル）は、かつて存在したウェアラブル端末、およびそれを開発していた企業。

## 概要
2008年にエリック・ミギコフスキーらが創業し、スマートウォッチに取り組んだ最初の企業であるとされる。2012年にはKickstarterで初の製品「Pebble」のクラウドファンディングを行い、当時の最高記録である$10,266,845を調達した。2016年にFitbitに買収され、それと共に展開していた製品も生産終了となった。現在は元従業員やファンで構成されたRebbleコミュニティによってスマートフォン用APKファイルの配布やアップデート、アプリストアの維持が行われている。
2025年1月27日、ミギコフスキーはPebbleスタイルのスマートウォッチを販売する予定であることを発表した。